# خوسيه كزافييه كوستا
خوسيه كزافييه كوستا (17 مارس 1980 بغارانيونز في البرازيل - ) هو لاعب كرة قدم برازيلي في مركز الدفاع. لعب مع بوتافوغو ريغاتاس ونادي بالميراس ونادي غاما ونادي غواراني ونادي فيتوريا ونادي فيغورينسي وCentro Limoeirense de Futebol ‏ ونادي سانتا كروز وسنترو سبورتيفو ألاغوانو.

## وصلات خارجية
- خوسيه كزافييه كوستا على موقع قاعدة بيانات كرة القدم.إي يو (الإنجليزية)